# Kiryat Tivon

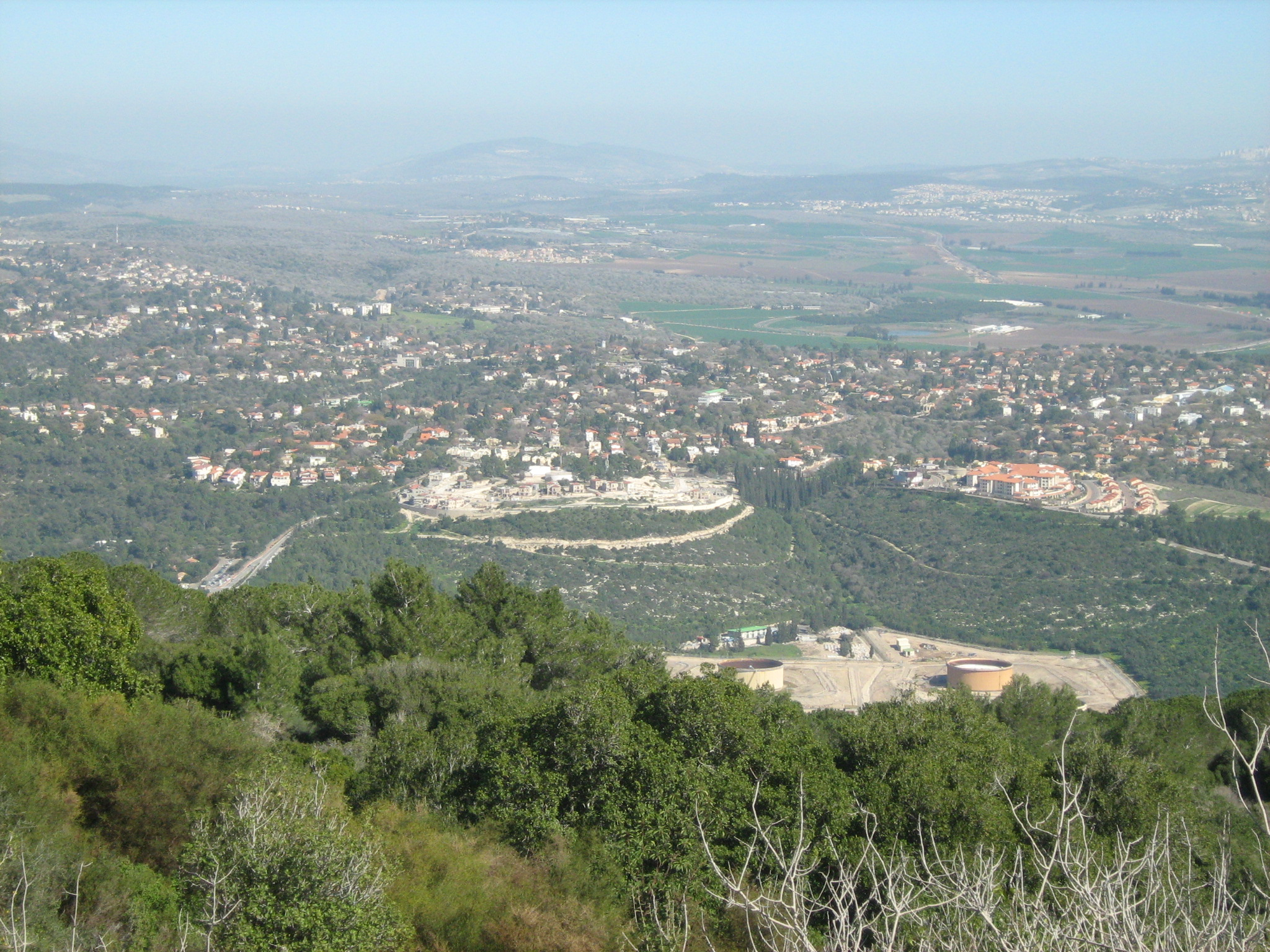
Kiryat Tivon

Kiryat Tivon ou Qiryat Tiv'on (קריית טבעון) est une commune israélienne du District d'Haïfa ; elle a le statut de conseil local. Elle est située à 15 km au sud-est de Haifa, sur la route qui mène à Nazareth.
Le nom de la ville peut être traduit en « Cité de la nature ». Le symbole de Kiryat Tivon est le cyclamen, une fleur qui pousse entre les rochers, symbole du souci de la commune de préserver l'environnement et les paysages.

## Histoire
Kiryat Tivon a été fondée en 1958 à la suite du regroupement de trois petits établissements :
- Tivon, fondé en 1947
- Kiryat Amal, fondé en 1937
- Elroï, fondé en 1935 et nommé d'après le pseudo-messie David Elroï né en Iraq au XIIe siècle

Kiryat Haroshet, fondé en 1935 par un rabbin originaire de Jablona en Pologne, a été intégré à Kiryat Tivon en 1979.
La commune est connue pour accueillir le parc national de Beth Shéarim, situé au sud-ouest de la ville. Beth Shéarim était un centre spirituel juif et une nécropole important au cours de la période romaine et fut le siège du Sanhédrin.

## Jumelages
- Compiègne (France)
- Brunswick (Basse-Saxe) (Allemagne) depuis 1986

## Personnalités
- Shiran Sendel (1987-), actrice, est née à Kiryat Tivon.